# Нирбург (општина)
Нирбург (њем. Nürburg) општина је у њемачкој савезној држави Рајна-Палатинат. Једно је од 74 општинска средишта округа Арвајлер. Према процјени из 2010. у општини је живјело 169 становника. Посједује регионалну шифру (AGS) 7131058.

## Географски и демографски подаци
Нирбург се налази у савезној држави Рајна-Палатинат у округу Арвајлер. Општина се налази на надморској висини од 539 метара. Површина општине износи 3,6 km². У самом мјесту је, према процјени из 2010. године, живјело 169 становника. Просјечна густина становништва износи 47 становника/km².